# Права ЛГБТ на Сент-Китсе и Невисе
Лесбиянки, геи, бисексуалы и трансгендеры (ЛГБТ) в Сент-Китсе и Невисе сталкиваются с юридическими проблемами, с которыми не сталкиваются гетеросексуальные жители. 
В 2022 году Сент-Китс и Невис отменили криминализацию гомосексуальности. Однако национальный уголовный кодекс не рассматривает вопросы дискриминации или домогательств по признаку сексуальной ориентации или гендерной идентичности, и закон не признает однополые союзы в какой-либо форме, будь то брак или партнёрства.

## Законность однополых отношений
29 августа 2022 года Восточно-Карибский Верховный суд постановил, что добровольные однополые отношения между взрослыми мужчинами в частной обстановке больше не являются незаконными в Сент-Китсе и Невисе.  
Ранее статьи 56 и 57 «Закона о преступлениях против личности» криминализовали однополые сексуальные отношения. Суд признал, что эти статьи нарушают конституционные положения Сент-Китса и Невиса, гарантирующие право на неприкосновенность частной жизни и свободу самовыражения.  
В 2011 году правительство Сент-Китса и Невиса заявило, что не имеет «мандата от народа» на отмену уголовного преследования за гомосексуальность среди совершеннолетних лиц по обоюдному согласию. Тем не менее, несмотря на существование данного закона, правительство сообщило об отсутствии известных случаев преследования за однополые отношения.

## Инциденты
23 марта 2005 года остров Невис — часть государства Сент-Китс и Невис — запретил причаливать круизному лайнеру с 110 американскими пассажирами, большинство из которых были представителями ЛГБТ. Полицейский катер остановил судно Source Events/Windjammer Barefoot Cruises, а капитана доставили на берег для встречи с представителями порта, полиции, таможни и иммиграционной службы. После этого судну было приказано продолжить плавание. Исполняющий обязанности генерального менеджера портовых властей Орал Бренди заявил журналистам: «Невис не хочет, чтобы гомосексуальность стала частью их культуры».

## Сумарная таблица
| Однополые сексуальные отношения легальны                                                                      | (с 2022 года) |
| Равный возраст согласия (16 лет)                                                                              | (с 2022 года) |
| Антидискриминационные законы только в сфере занятости                                                         | Нет           |
| Антидискриминационные законы в сфере предоставления товаров и услуг                                           | Нет           |
| Антидискриминационные законы во всех других областях (включая косвенную дискриминацию и разжигание ненависти) | Нет           |
| Однополые браки                                                                                               | Нет           |
| Признание однополых пар                                                                                       | Нет           |
| Усыновление пасынков/падчериц однополыми парами                                                               | Нет           |
| Совместное усыновление однополыми парами                                                                      | Нет           |
| Геи и лесбиянки могут открыто служить в армии                                                                 | Нет           |
| Юридическое право на смену пола                                                                               |               |
| Доступ к ЭКО для лесбиянок                                                                                    | Нет           |
| Коммерческое суррогатное материнство для однополых мужчин                                                     | Нет           |
| Мужчины, имеющие половые контакты с другими мужчинами могут сдавать кровь                                     | Нет           |